# Mosty Solidarności w Bydgoszczy

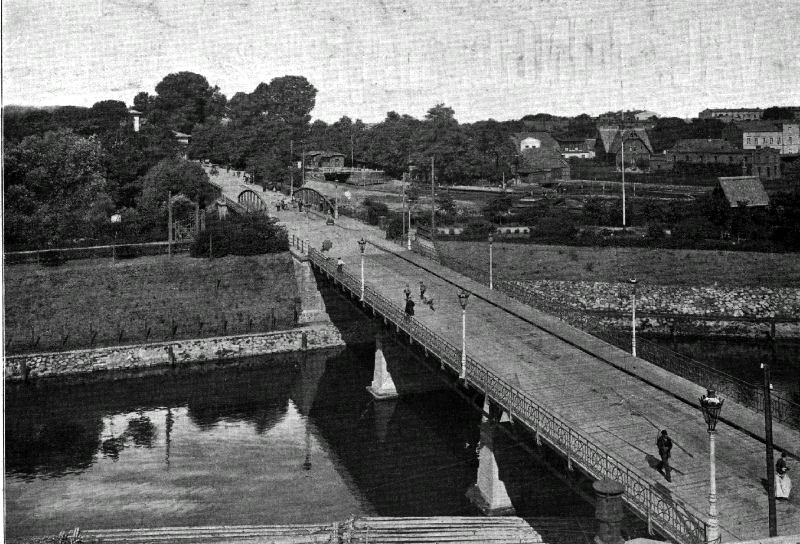
Stare mosty: cesarza Wilhelma i Portowy (1890–1945)

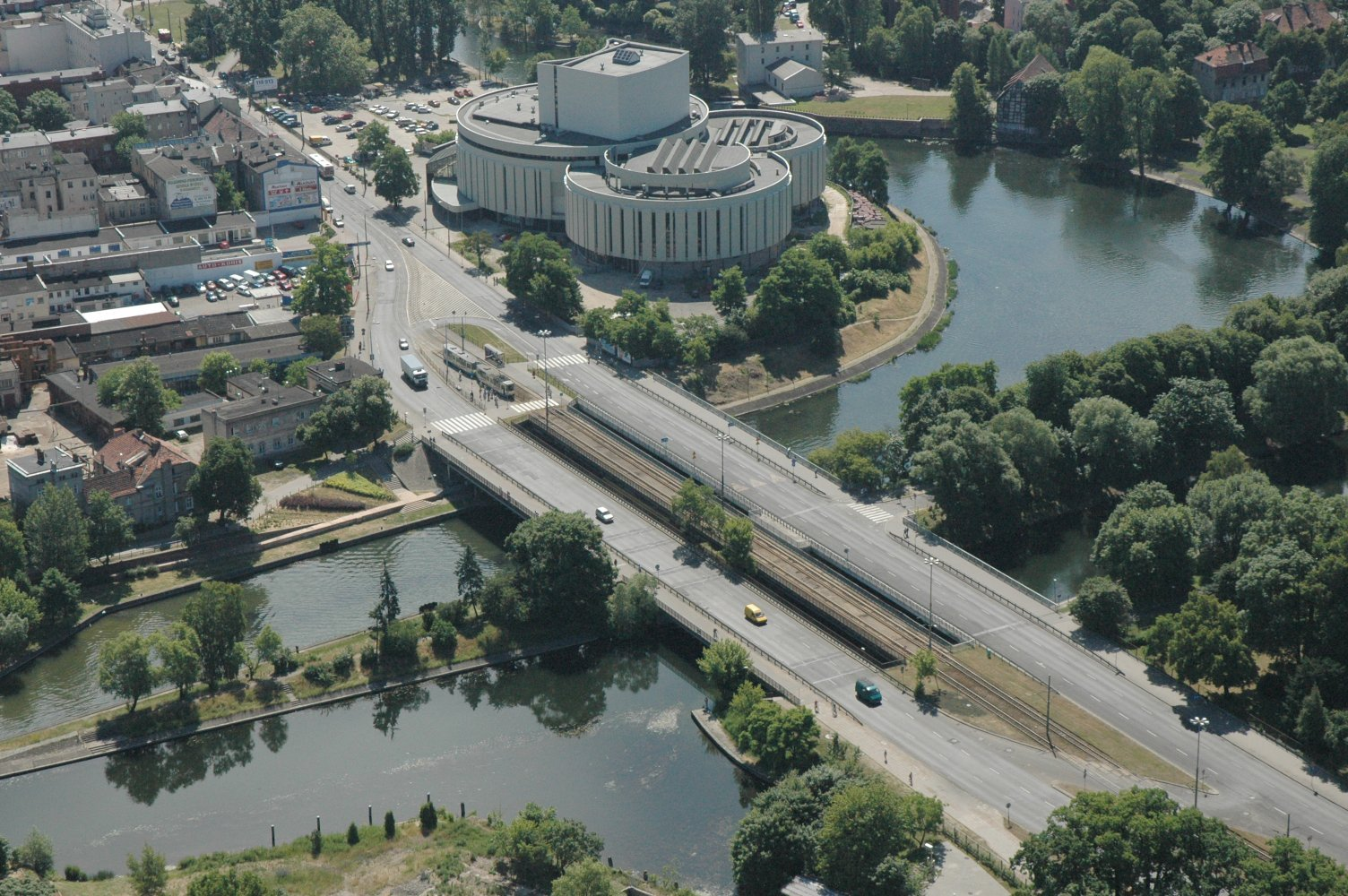
Widok „z lotu ptaka”

Mosty Solidarności – sześć mostów, w tym cztery drogowe i dwa tramwajowe, żelbetowe, sprężone na rzece Brdzie i Młynówce, powyżej Starego Miasta w Bydgoszczy. Mają trzy pasma ruchu: dwa drogowe i tramwajowe, obsługując komunikację na kierunku wschód-zachód w ciągu ulicy Ferdynanda Focha.

## Lokalizacja
Mosty Solidarności spinają brzegi dwóch rzek: Brdy oraz Młynówki, powyżej Starego Miasta. Przechodząca tędy ruchliwa ulica Focha stanowi jedną z najważniejszych arterii miejskich w ciągu wschód-zachód. Mostami przebiega również torowisko tramwajowe, użytkowane przez linie nr 1, 3, 5 i 8.

## Nazwy
- 1840-1920 – Wilhelmsbrücke (króla Wilhelma) i Hafenbrücke (Portowy)
- 1920-1931 – Jagielloński (nad Brdą) i Portowy (nad Młynówką)
- 1931-1939 – marszałka Ferdinanda Focha (Jagielloński)
- 1939-1945 – Hermann Göring Brücke
- 1945-1949 – Ferdinanda Focha
- 1950-1990 – Czerwonej Armii
- 1990-2005 – Ferdinanda Focha
- od 2005 – „Solidarności”

Zarówno mosty, jak i ulica przezeń wiodąca często zmieniały nazwy, w rytmie zmieniających się koniunktur historii politycznej. Pierwotna nazwa obiektu nawiązuje do władców Prus (króla Wilhelma IV, od 1871 r. cesarza Wilhelma I, od 1888 r. Wilhelma II) oraz portu bydgoskiego, gdzie statki oczekiwały na śluzowanie w Śluzie Miejskiej i następnie odbywały żeglugę Kanałem Bydgoskim do Berlina.

## Historia
Mosty zbudowano przed 1840 r. Stanowiły one ważny element drogi wiodącej z Bydgoszczy na zachód, przez Nakło i Piłę.
W II połowie XIX wieku rozpoczęto modernizację i budowę kilku nowych przepraw mostowych w Bydgoszczy, co było związane z rozwojem gospodarczym miasta i wzrostem jego znaczenia komunikacyjnego. Po budowie: mostów Pruskiej Kolei Wschodniej (1851 – na Okolu, 1861 – w Czersku Polskim), Victoriabrücke (1865 r., ob. Królowej Jadwigi), Kaiserbrücke (1872 r., ob. Bernardyński), przystąpiono do modernizacji mostów w ciągu trasy wiodącej do Berlina. Poza poprawą komfortu podróżnych przebudowę podjęto z myślą o poprawie warunków nawigacyjnych na drodze wodnej Wisła-Odra, której elementem był skanalizowany w 1879 r. miejski odcinek Brdy.
W latach 1885–1890 mosty wzniesiono na nowo w linii prostej. Pierwszy od strony wschodniej był most Wilhelmsbrücke (po 1920 r. zwany Jagiellońskim), a za nim Hafenbrücke (Portowy) spinający brzegi Młynówki. Pierwszy most posiadał kratowe dźwigary stalowe w formie belek posadowionych na fundamencie z pali drewnianych, drugi dźwigary łukowe oparte na kamiennych podporach.
Oba mosty posiadały nawierzchnię drewnianą oraz podwójne chodniki dla pieszych. Mosty posiadały ozdobne, żeliwne poręcze i po dwie latarnie gazowe na każdym z przyczółków.
W takim stanie obiekty przetrwały do czasu wybuchu II wojny światowej.
Mosty zostały wysadzone 4 września 1939 r. przez wycofujące się wojsko polskie.
Odbudowane prowizorycznie jesienią 1939 r., zostały ponownie zniszczone przez wycofujących się Niemców 22 stycznia 1945 r.
Po ustaniu działań wojennych resztki mostu zostały wydobyte z koryta Brdy. 22 października 1946 r. przekazano do użytku prowizoryczną przeprawę. Do odbudowy obiektów przystąpiono z początkiem lat 50. XX w. Most ten przeznaczono do odbudowy jako jeden z pierwszych w mieście.
W latach 1953–1955 oddano do użytku dwa mosty południowe. Wykonano je w konstrukcji żelbetowej, sprężonej z użyciem po raz pierwszy w Polsce kablobetonu. Projektantami byli: M. Bieniek, M. Wolf i H. Żółtowski, zaś firmą wdrażającą było Przedsiębiorstwo Robót Kolejowych PRK12 z Bydgoszczy.
W latach 70. XX w. pogorszył się stan techniczny mostów, wobec czego ograniczono prędkość taboru tramwajowego do 15 km/h oraz podjęto decyzję o budowie nowych nitek mostów stosownie do potrzeb rozbudowanej ulicy marszałka Focha (wówczas Czerwonej Armii).
W latach 1977–1982 zbudowano mosty pasma środkowego (tramwajowego) oraz północnego według projektu inż. Antoniego Malczewskiego z Biura Projektów Budownictwa Komunalnego w Bydgoszczy. Wykonawcą było Płockie Przedsiębiorstwo Robót Mostowych Oddział w Tczewie. Mają one formę typowej dla lat 70. XX w. konstrukcji prefabrykowanej zespolonej stalowo-żelbetowej (stalowe dźwigary ze współpracującą płytą żelbetową). W związku z tym różnią się od mostów jezdni południowej. Podpory wybudowano w roku 1978, a gotowe obiekty przekazano do użytkowania w listopadzie 1981 r. Termin zakończenia inwestycji przesuwano z uwagi na opóźnienia dostaw cementu oraz stali przez huty dla wytwórcy konstrukcji stalowej. W 1980 r. w ramach tej inwestycji dokonano rozbiórki mostu w ul. Grottgera, zasypując odcinek starego Kanału Bydgoskiego pod mostem.
W tym samym czasie w 1981 r. wyłączono z eksploatacji mosty południowe, przekładając torowisko tramwajowe na nowo wzniesione mosty tramwajowe. W latach 1980–1991 opracowywano dokumentację oraz rozpoczęto remont mostu, który z powodu trudności finansowych przerwano w 1991 r. po wykonaniu częściowej rozbiórki płyty obiektu. Do remontu i wzmocnienia mostów południowych przystąpiono dopiero w 1994 roku według projektu opracowanego przez firmę „Rawex” z Bydgoszczy, przy współpracy Instytutu Badawczego Dróg i Mostów i Kieleckiego Przedsiębiorstwa Robót Mostowych. Remont i wzmocnienie polegały na zastosowaniu nowego układu kabli sprężających, pogrubieniu żelbetowej płyty pomostu oraz zmianie ustroju konstrukcyjnego z belkowego dwuwspornikowego na ciągły dwuprzęsłowy. W listopadzie 1996 r. obydwa obiekty zostały oddane do ruchu wzmocnione do nośności 40 ton każdy. W 1997 i 2001 roku dokonano również wymian dylatacji na mostach północnych. 
Obecnie mosty składają się z trzech pasm: dwu drogowych i tramwajowego przerzuconych przez Brdę i Młynówkę. W 2005 r. Rada Miasta Bydgoszczy nadała im nazwę Mostów „Solidarności”. Funkcję zarządcy mostów sprawuje Zarząd Dróg Miejskich i Komunikacji Publicznej w Bydgoszczy.
We wrześniu 2019 roku, w czasie wymiany nawierzchni mostów południowych okazało się, że naprawy wymaga również płyta pomostu, pomimo tego, że wytrzymałość elementów wymagających naprawy była szacowana na ponad 50 lat. W szczególności zły okazał się stanie konstrukcji w miejscu dylatacji. Naprawa wymagała skucia starego betonu, montażu stalowych kotw do mocowania siatek wzmacniających, zabetonowania na nowo i pokrycia betonu specjalną żywicą, na której położono izolację, co przeciągnęło się do końca października 2019.

## Dane techniczne
Mosty im. Solidarności stanowią zespół sześciu mostów. Nad Brdą usytuowano mosty Portowe, a nad Młynówką – Młyńskie. Południowe mosty drogowe są najstarsze historycznie, północne mosty drogowe oraz biegnące pośrodku mosty tramwajowe wybudowano na początku lat 80. XX wieku.

### Most Portowy południowy
Most zbudowano w 1955 roku jako trójprzęsłowy, żelbetowy, sprężony, o długości 69,06 m. Poszczególne przęsła mają rozpiętość: 15,6 + 38,0 + 15,5 m. Konstrukcję nośną stanowi żelbetowa dwudźwigarowa belka ciągła, na zewnątrz sprężona kablami. Żelbetowe, monolityczne dźwigary belkowe rozmieszczono w rozstawie 5,44 m. Szerokość obiektu wynosi 18,9 m, w tym jezdnia 11,50 m oraz chodnik 5,5 m. Podpory stanowią dwa żelbetowe przyczółki i dwa filary pośrednie posadowione na palach. Przestrzeń żeglowna pod obiektem wynosi: 6 × 35 m. Nośność mostu wynosi 40 ton.

### Most Młyński południowy
Most zbudowano w 1955 roku jako trójprzęsłowy, żelbetowy, sprężony, o długości 45,36 m. Poszczególne przęsła mają rozpiętość: 8,55 + 27,97 + 8,84 m. Żelbetowe, monolityczne dźwigary belkowe rozmieszczono w rozstawie 5,6 m. Szerokość obiektu wynosi 18,82 m, w tym jezdnia 11,5 m oraz chodnik 5,75 m. Przestrzeń żeglowna pod obiektem wynosi: 3,1 × 25 m. Nośność mostu wynosi 40 ton.

### Most Portowy tramwajowy
Most oddano do użytku w 1981 roku jako czteroprzęsłowy, stalowo-żelbetowy, o długości 70,78 m. Konstrukcję nośną stanowi pięć dźwigarów blachownicowych połączonych w przęsłach skrajnych ze stalowymi wspornikami, na których ułożono żelbetową płytę pomostu. W przęśle nad groblą wykonano płytę monolityczną. Szerokość mostu wynosi 8,3 m i mieści 2 tory tramwajowe.

### Most Młyński tramwajowy
Most oddano do użytku w 1981 roku jako trójprzęsłowy, stalowy, o długości 48 m. Konstrukcję nośną przęseł stanowi pięć dźwigarów blachownicowych połączonych w przęsłach skrajnych ze stalowymi wspornikami, na których opiera się żelbetowa płyta pomostu o szerokości 8,3 m.

### Most Portowy północny
Most oddano do użytku w 1981 roku jako czteroprzęsłowy, stalowo-żelbetowy, o długości 70,78 m. Poszczególne przęsła mają rozpiętość: 11 + 38 + 11 + 10,6 m. Konstrukcję nośną stanowi siedem dźwigarów blachownicowych połączonych ze stalowymi wspornikami, zaś w przęśle nad groblą – żelbetowa płyta monolityczna. Szerokość mostu wynosi 17,3 m, w tym jezdnia 10,5 m i chodnik 5,4 m. Przestrzeń żeglowna pod obiektem wynosi: 4 × 30 m. Nośność mostu wynosi 30 ton.

### Most Młyński północny
Most oddano do użytku w 1981 roku jako trójprzęsłowy, stalowy, o długości 48 m. Poszczególne przęsła mają rozpiętość: 10 + 28 + 10 m. Konstrukcję nośną stanowi stalowa belka przewieszona na filarach pośrednich i połączona ze wspornikami w formie stalowego rusztu. Na stalowej konstrukcji nośnej wykonano żelbetową płytę pomostu szerokości 17,3 m, w tym jezdnia: 10,5 m i chodnik 5,4 m. Przestrzeń żeglowna pod obiektem wynosi: 2,7 × 25 m. Nośność mostu wynosi 30 ton.

## Obciążenie ruchem
Mosty należą do obiektów bardzo obciążonych ruchem drogowym w Bydgoszczy. Pomiar ruchu w 2006 r. wykazał, że w szczycie komunikacyjnym przejeżdża przezeń ok. 2330 pojazdów na godzinę.

## Inne
Mosty Solidarności są dogodnym punktem widokowym, z którego można obejrzeć sylwetki kilku bydgoskich zabytków i obiektów architektury współczesnej: katedrę, Operę Nova, Wyspę Młyńską, Młyny Rothera, Biały Spichrz oraz Śluzę Miejską. Pod mostem przepływa kilka razy dziennie tramwaj wodny. 18 sierpnia 2016 zamknięto dostęp do północnego cypla Wyspy Młyńskiej, sąsiadującego ze Śluzą Miejską.